# Üdvhadsereg

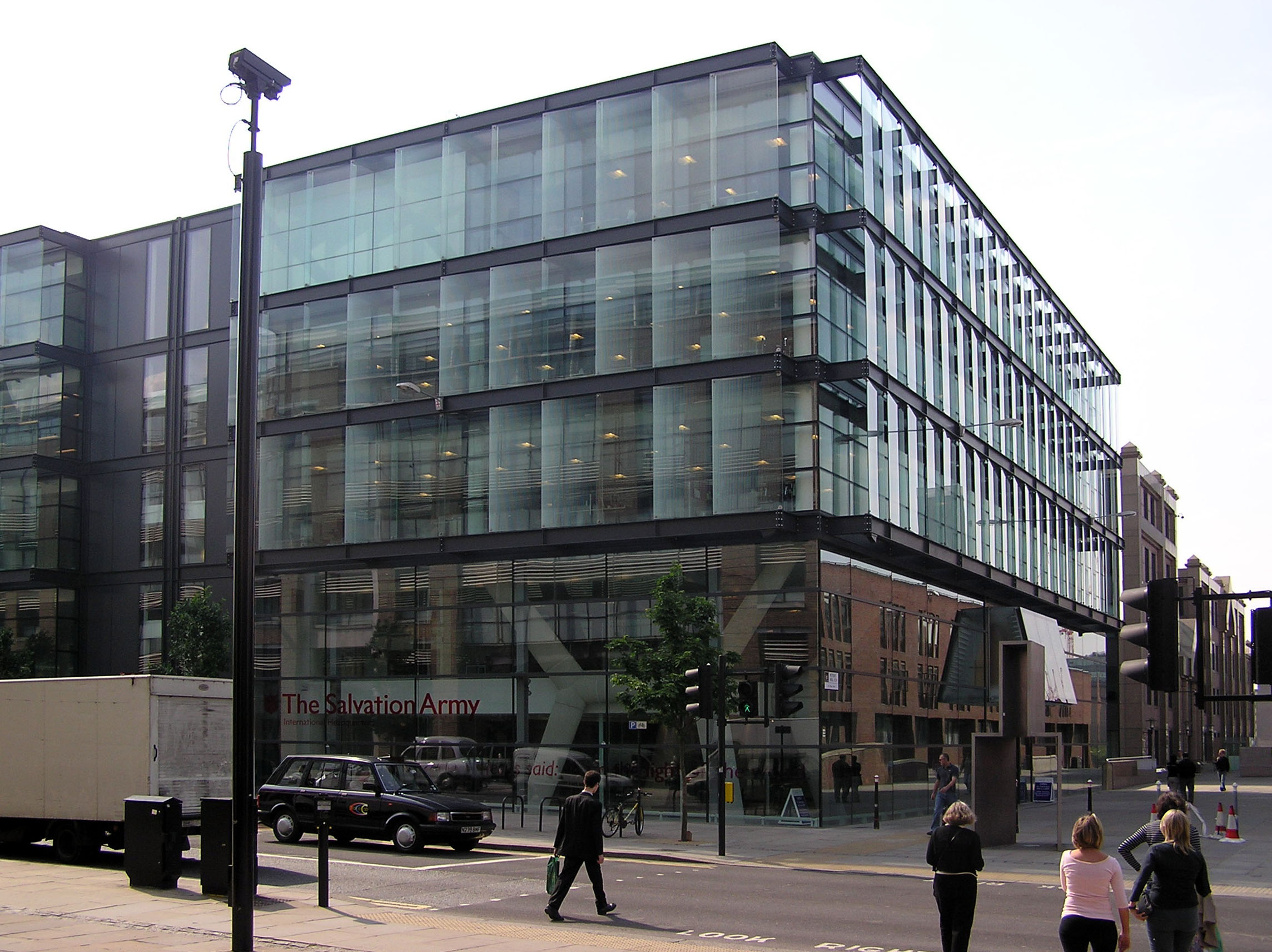
Az Üdvhadsereg nemzetközi központja Londonban

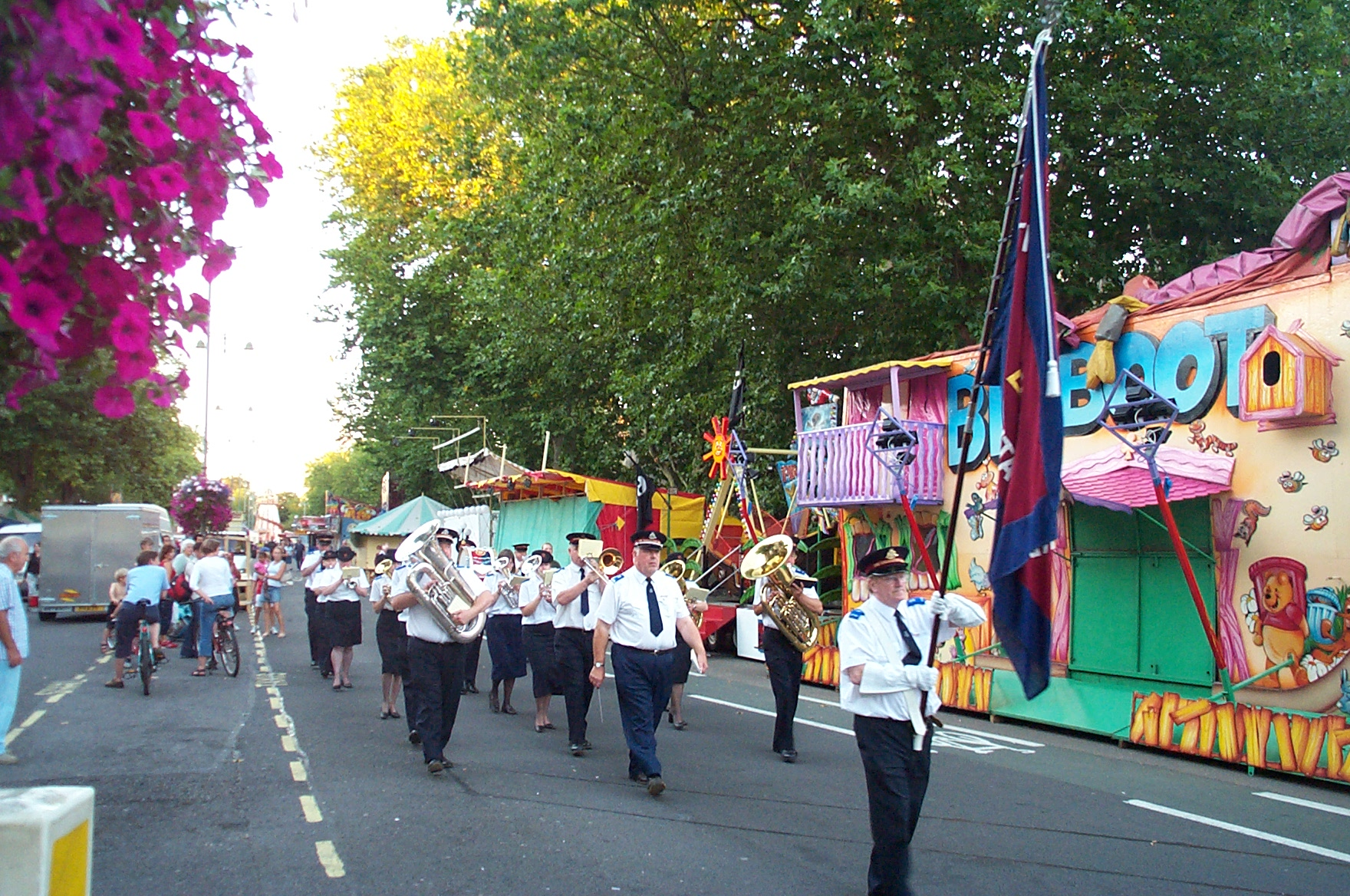
Az Üdvhadsereg zenészei menetelnek Oxford utcáján (2004)

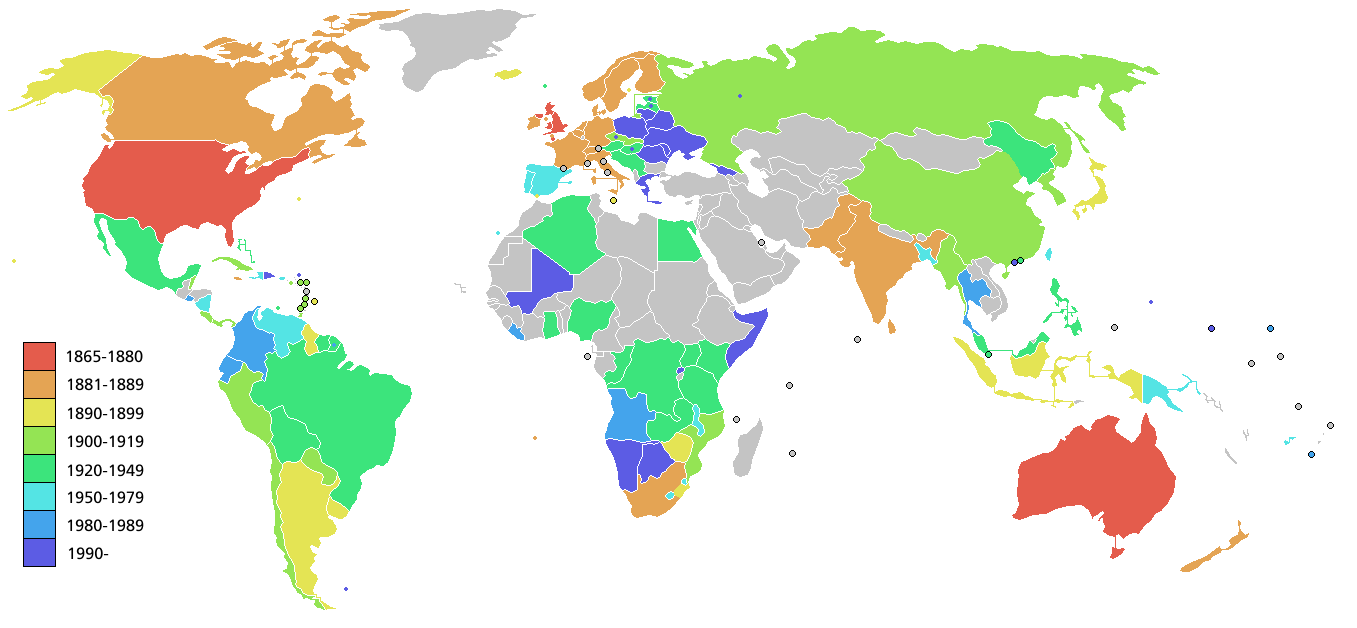
Terjedése a világ országaiban

Az Üdvhadsereg katonai szervezeti mintára felépített protestáns egyház, vallási-emberbaráti mozgalom, nemzetközi jótékonysági szervezet; akik magukat „Krisztus katonái”-nak nevezik. Világméretűen mintegy 130 országban van jelen, aktív tagsága mintegy 1,5 millió. Magyarországi szervezete az Üdvhadsereg Szabadegyház Magyarország.
A hármas kulcsszó, amely a kezdetektől kezdve megalapozta működésüket – Soup, Soap and Salvation – (leves, szappan és megváltás). Ma a világban több ezer evangéliumi központot, szociális jóléti intézményt, hajléktalanszállót, menhelyet, kórházat, iskolát stb. működtet.

## Jellemzők
A szervezet célja az, hogy az emberek figyelmét – vallásukra való tekintet nélkül – a túlvilágra irányítsa. Ennek érdekében zenés felvonulásokat és utcai prédikációkat szerveznek. A férfiakból, nőkből, zenészekből álló hadsereg tagjai egyenruhában járnak, rangjelzéseket viselnek és szigorú fegyelem alatt állnak. Istentiszteletein és szervezeti aktusain nagy szerepet játszik a zene.
A szervezet élén az. ún. tábornok áll.
Ezen túl vannak „katonái” és „tisztjei”. A tisztek sorába tartozik a hadnagy, kapitány, őrnagy, alezredes, ezredes és tábornok. A hadnagytól őrnagyságig terjedő besorolásig történő előléptetés elsősorban a szolgálati évektől függ. 
A tisztek más protestáns egyházak vezetőinek, „miniszterei”nek felelnek meg. Fontos szabály, hogy a „hadsereg” tisztjeinek fizetése a mindenkori átlagjövedelem alatt kell maradjon, annak érdekében, hogy ezt a hivatást senki sem anyagi megfontolástól vezérelve válassza. A hívek a jövedelmük tíz százalékát a szervezetnek adományozzák (tized).
A nők teljes mértékben egyenlőek a férfiakkal.
Vannak sajátos vallási gyakorlataik, de emellett más vallási kötelezettségeknek is eleget tehetnek. A szervezet felekezetnélküli, felekezetek feletti mivoltát hirdeti.
Az Üdvhadsereg a vallás lényegének a felebaráti szeretet és az irgalmasság gyakorlását tartja, ezért nagyarányú szeretetakciókat, szociális tevékenységet fejt ki, a szociális kérdést valláserkölcsi kérdésként fogva fel.

## Története
Az Üdvhadsereget 1865-ben Angliában alapította William Booth metodista lelkész, aki szilárdan hitte, hogy a keresztény hitnek szerves része a szolgálat és a szociális igazságtalanság és a nyomorúság elleni harc. Azt vallotta, nem elég a templomokban prédikálni, cselekedni kell, de tanait nem nézte jó szemmel az egyháza; kitagadta soraiból. Both feleségével – Catherine Booth – hajléktalanszállókat, népkonyhákat, szociális foglalkoztatókat kezdett üzemeltetni, mezőgazdasági tanfolyamokat indított. Minden lehetőséget megragadtak, amellyel az emberek helyzetén javítani tudtak, hirdették: hit és cselekedet elválaszthatatlanok egymástól. 
Kezdetben Kelet-Londonban "Keresztény Misszió" néven indult mozgalom, kinőve az egyház hagyományos kereteit, 1877-ben formálisan is elszakadt a metodizmustól, létrehozva az Üdvhadsereget, szervezeti formaként, az akkori viktoriánus Anglia alapjait adó hadsereget választották. A tagok egységes egyenruhája segítette a munkát, könnyen megkülönböztette a tömegben dolgozókat és elfedte a társadalmi különbségeket. 1878-ban Booth átszervezte a missziót, első tábornokává vált, és bevezette a katonai struktúrát, amelyet hagyományként azóta is megtartottak.

### Magyarországon
Magyarországon elég későn, az 1920-as évek elején bontott zászlót az Üdvhadsereg külföldi tisztek segítségével, hamarosan harminc segítő központ jött létre országszerte. 1922-1923-ban Csatakiáltás címmel adtak ki lapot, amely később Segélykiáltás címmel jelent meg. 1924-ben a budapesti Dohány utcában és a Teréz körúton létesítettek összejöveteli helyiséget és állomást.
1926-ban írta róluk a Magyar Kultúra című lap:
„Az 1924. év tavaszán a külföld sok országában elterjedt „üdvhadsereg" néven ismert intézménynek négy tagja (3 német és 1 magyar) a fővárosban letelepedett, hogy a „Salvation Army" számára nálunk is előkészítsék a talajt. A különleges ruhájú, tányérsapkás „katonák" és fekete kalapos üdvhadseregbeli nők csakhamar feltűntek a körutak forgatagában vallásos énekeket énekelve, újságjukat, röpirataikat árusítva. A múlt év novemberében maga a tábornok is itt járt, s a régi országházban tartott gyűlésen kifejtette az üdvhadsereg programját. Két év leforgása alatt mintegy 200 katonát toboroztak össze. A fővárosban három, Kispesten egy gyülekezőhelyük van, hol istentiszteleteket is tartanak. Van állásközvetítő irodájuk, foglalkoztató műhelyük, népkonyhájuk. Foglalkoznak iszákosok és bukott nők mentésével, szegény gyermekek gondozásával”. 
1949-ben megszűnt a létezésük az országban, de 1990-től újra jelen vannak.